# Mylothris basalis
Mylothris basalis is een vlindersoort uit de familie van de Pieridae (witjes), onderfamilie Pierinae.
Mylothris basalis werd in 1906 beschreven door Aurivillius.